# Max Eaves
Max Eaves (* 31. Mai 1988) ist ein britischer Stabhochspringer.
2010 gewann er bei den Commonwealth Games in Neu-Delhi für England startend Bronze, und 2012 schied er bei den Leichtathletik-Europameisterschaften in Helsinki in der Qualifikation aus.
Bei den Commonwealth Games 2014 in Glasgow gelang ihm kein gültiger Versuch.
2011 wurde er Britischer Hallenmeister und Englischer Meister.

## Persönliche Bestleistungen
- Stabhochsprung: 5,62 m, 19. Juli 2014, Loughborough
  - Halle: 5,61 m, 12. Februar 2011, Sheffield